# My Body Coach
My Body Coach est un jeu vidéo développé par Neko Entertainment et Kylotonn et édité par Bigben Interactive. Il s’agit d’un jeu de Fitness, sorti en 2009 sur Wii. Le jeu est vendu avec un accessoire Wii : deux haltères.